# Hotel.info
hotel.info – internetowy serwis rezerwacji hotelowej prowadzonym przez niemiecką spółkę akcyjną hotel.de AG. Przedsiębiorstwo ma siedzibę w Norymberdze, jeego działalność opiera się na prowadzeniu portalu internetowego, zajmującego się rezerwacją hotelową. Przedsiębiorstwo istnieje od roku 2001. W latach 2006–2011 było obecna w segmencie General Standard, a w latach 2012–2013 w segmencie Entry Standard Frankfurckiej Giełdy Papierów Wartościowych. Od roku 2011 hotel.de większościowo należy do HRS (Hotel Reservation Service), a łączny udział w runku obu usługodawców szacuje się na ok. dwie trzecie.

## Historia

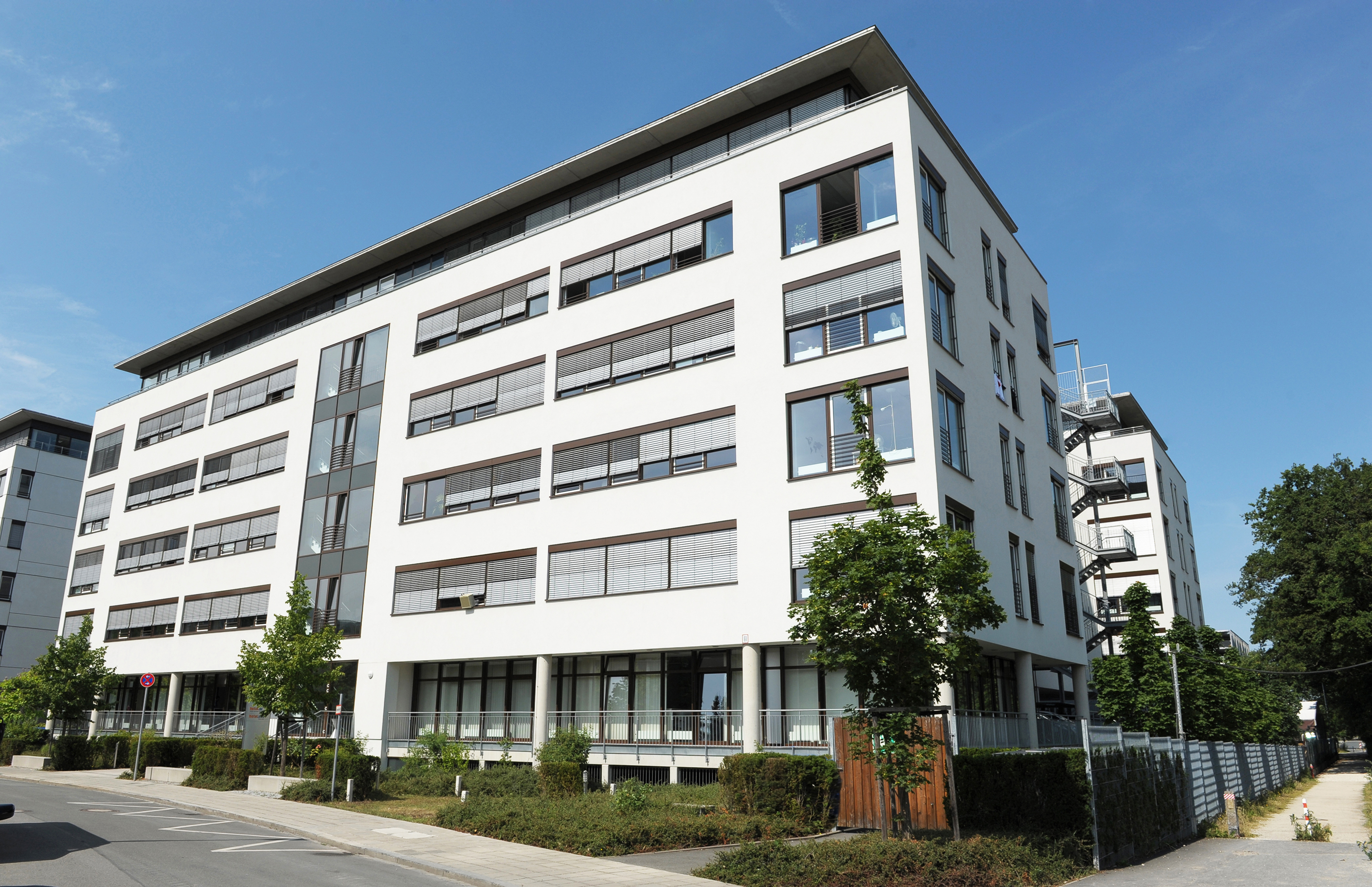
Siedziba w Norymberdze

Przedsiębiorstwo powołał do życia w Düsseldorfie 11 września 2001 roku Heinz Raufer wraz z trzema innymi wspólnikami jako spółkę akcyjną. Strona internetowa względnie domena hotel.de zostały przejęte od Atrada Trading Network AG, którą wcześniej Heinz Raufer sprzedał spółce Deutsche Telekom. Już w 1999 roku Atrada realizowała podobną usługę w zakresie rezerwacji hoteli i wycieczek we współpracy ze spółką intergerma. Hotel.de początkowo skupiała się na obsłudze przedsiębiorców.
W roku 2006 przedsiębiorstwo ogłosiło zamiar wejścia na giełdę. Oszacowano, że notowanie przyniesie wpływy o wysokości blisko 20 milionów euro, które miały służyć przede wszystkich finansowaniu międzynarodowej ekspansji. W tym okresie przedsiębiorstwo uzyskało 12,4 miliona euro obrotu, zatrudniając 340 pracowników. Okres subskrypcji rozpoczął się w październiku 2006, sam handel zaś 20 października tego samego roku. Wartość akcji znalazła się w najniższym pułapie cenowym, spadając nawet poniżej kursu emisji. Obserwatorzy oceniali wejście na giełdę jako rozczarowanie, zachęcając jednak do zakupu akcji.
W roku 2006 hotel.de został wyróżniony nagrodą Deutscher Gründerpreis (Niemiecka Nagroda dla Przedsiębiorców) inicjatywy StartUp w kategorii „Wschodząca gwiazda przedsiębiorczości”. Rok później hotel.de otrzymał nagrodę „Bayerns Best 50” Bawarskiego Ministerstwa Gospodarki za swoją „szczególną siłę rozwoju”. Oprócz tego od roku 2009 hotel.de był wielokrotnie wybierany jako „Strona internetowa roku” w kategorii „Rekreacja i podróże”. W roku 2011 magazyn ekonomiczny „Der Handel” przyznał przedsiębiorstwu „e-Star Online Excellence Award” za aplikacje na iPhone’a, a w 2012 roku odpowiednia aplikacja dla systemu Android otrzymała „MobileTech Award”.
W październiku 2011 roku spółka hotel.de została przejęta przez HRS. Założyciele przedsiębiorstwa sprzedali 61,6 procent udziałów za łączną kwotę 43 milionów euro, po tym jak początkowo wielokrotnie dementowali zamiar jego sprzedaży. Wówczas przedsiębiorstwo zatrudniało 446 pracowników. Nie zważając na przejęcie, portal hotel.de nadal prowadzony był jako samodzielna spółka z lokalizacjami w Norymbergi i Hamm. Mimo to oba przedsiębiorstwa zawarły umowę o odprowadzaniu zysku. Później HRS zwiększyło swoje udziały do ok. 83 procent, a niemiecki organ ochrony konkurencji zapowiedział kontrolę przejęcia, co jednak nie doprowadziło do żadnego rozstrzygnięcia. Do maja 2013 roku udział HRS wzrósł do ponad 95 procent, a pozostali akcjonariusze zostali wykupieni w ramach tzw. squeeze out. Spółkę akcyjną hotel.de wycofano z giełdy, a we wrześniu 2013 Heinz Raufer jako ostatni z założycieli opuścił przedsiębiorstwo.
Oprócz siedziby głównej w Norymbergi i biura w Hamm, które w wyniku fuzji z HRS Group zostało zamknięte, przedsiębiorstwo prowadzi filie w Londynie, Paryżu, Barcelonie, Rzymie i Szanghaju. W 2011 roku stworzono siedzibę firmy w Singapurze, w której znajdują się działy marketingu i sprzedaży ds. rynków międzynarodowych. Od roku 2012 hotel.de ma swoje przedstawicielstwo w São Paulo.

## Portale
Początkowo przedsiębiorstwo oferowało usługi wyłącznie dla niemieckiego obszaru językowego pod domeną hotel.de, w roku 2006 rozpoczęła się ekspansja zagraniczna. W roku 2008 międzynarodowe oferty z Wielkiej Brytanii, Francji, Hiszpanii i Włoch zaczęto umieszczać na hotel.info. Za rezerwacje hotel.de otrzymuje prowizje, których wysokość z uwagi na odmienne kryteria jest zróżnicowana. Odwiedzający mogą zostawiać opinie o hotelach na hotel.de.
Według danych strony internetowe hotel.de dostępne są w 38 językach, a w roku 2012 oferta serwisu obejmowała 210 000 hoteli na całym świecie. Oprócz własnych portali hotel.de pośredniczy w rezerwacjach pokoi również innych usługodawców: W roku 2006 na przykład zawarto współpracę z przewoźnikiem lotniczym Air Berlin. W roku 2007 również Deutsche Bahn prezentował ofertę hotel.de na swojej stronie internetowej, którą w 2011 zastąpiono jednak ofertą HRS.

## Krytyka
Po przejęciu przedsiębiorstwa hotel.de przez HRS niemieckie Zrzeszenie Hoteli argumentowało, że fuzja ta będzie oznaczać większe ujednolicenie warunków i mniej możliwości wyboru. W związku z tym kwestionowano głównie systematycznie rosnące prowizje, które stopniowo wzrosły do poziomu 15 procent. W roku 2013 na hotel.de ponownie spadła fala krytyki, ponieważ udało się zagwarantować możliwie najlepsze warunki hoteli. Niemiecki organ ochrony konkurencji zakwestionował tego rodzaju postępowanie jako ograniczenie konkurencji i wielokrotnie upominał już w tej kwestii firmę macierzystą HRS. Same zainteresowane przedsiębiorstwa widziały w odpowiednich postanowieniach pewną korzyść dla konsumentów, których koszty związane z wyszukiwaniem zminimalizowane byłyby dzięki gwarancji najlepszej ceny.